# Hawulti
Hawulti o el Obelisco de Matara es un obelisco de la era Axum ubicado en Matara, en el país africano de Eritrea. Lleva lo que ha sido descrito como el ejemplo más antiguo conocido de la escritura de etapa Ge'ez (también conocido como "Etíope Antiguo"). El monumento es de 18 metros de altura, con un disco solar y una luna creciente en la parte superior; Ullendorff cree que estos símbolos "sin duda tienen la intención de colocar la estela bajo la protección de los dioses, probablemente de Sams, la diosa del sol, y de Sin, el dios de la Luna ". Estos símbolos precristianos, así como las características paleográficas como la ausencia de marcas de vocales en la escritura Ge'ez, convencieron a Ullendorff de que el monumento databa de " a primera parte del siglo IV después de cristo" 
El Hawulti fue derribado y dañado por las tropas etíopes en el corto período de ocupación del sur de Eritrea durante la guerra entre Eritrea y Etiopía. Desde entonces ha sido reparado por el Museo Nacional de Eritrea.